# Trikeraia oreophila
Trikeraia oreophila är en gräsart som beskrevs av Thomas Arthur Cope. Trikeraia oreophila ingår i släktet Trikeraia och familjen gräs. Inga underarter finns listade i Catalogue of Life.